# Shiing-Shen Chern

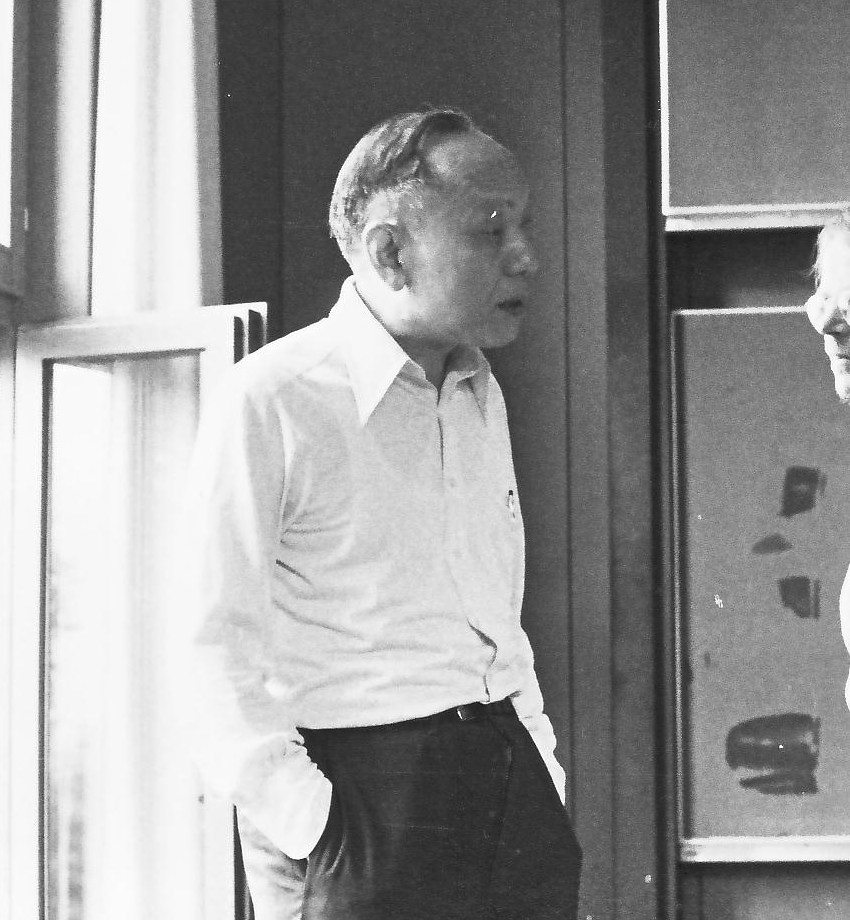
Shiing-Shen Chern in Oberwolfach, 1976

Shiing-Shen Chern (chinesisch 陳省身 / 陈省身, Pinyin Chén Xǐngshēn, IPA (hochchinesisch) [tʂʰən.ɕiŋ.ʂən], G. R. Chern Shiing-Shen; * 28. Oktober 1911 in Jiaxing, Kaiserreich China; † 3. Dezember 2004 in Tianjin, China) war ein chinesischer und US-amerikanischer Mathematiker, dessen Werk auf dem Gebiet der Differentialgeometrie eine führende Rolle spielt.

## Leben und Werk
Er wurde am Ende der Qing-Dynastie in Jiaxing in der Provinz Zhejiang geboren und zog 1922 zu seinem Vater nach Tianjin. 1926 begann er an der Nankai-Universität in Tianjing zu studieren. 1930–1934 studierte er unter Dan Sun an der Tsinghua-Universität. Er beeindruckte den damals mit Élie Cartan führenden Differentialgeometer Wilhelm Blaschke 1932 bei einem Besuch an dieser Universität und erhielt 1934 ein Stipendium, um bei diesem in Hamburg zu studieren.

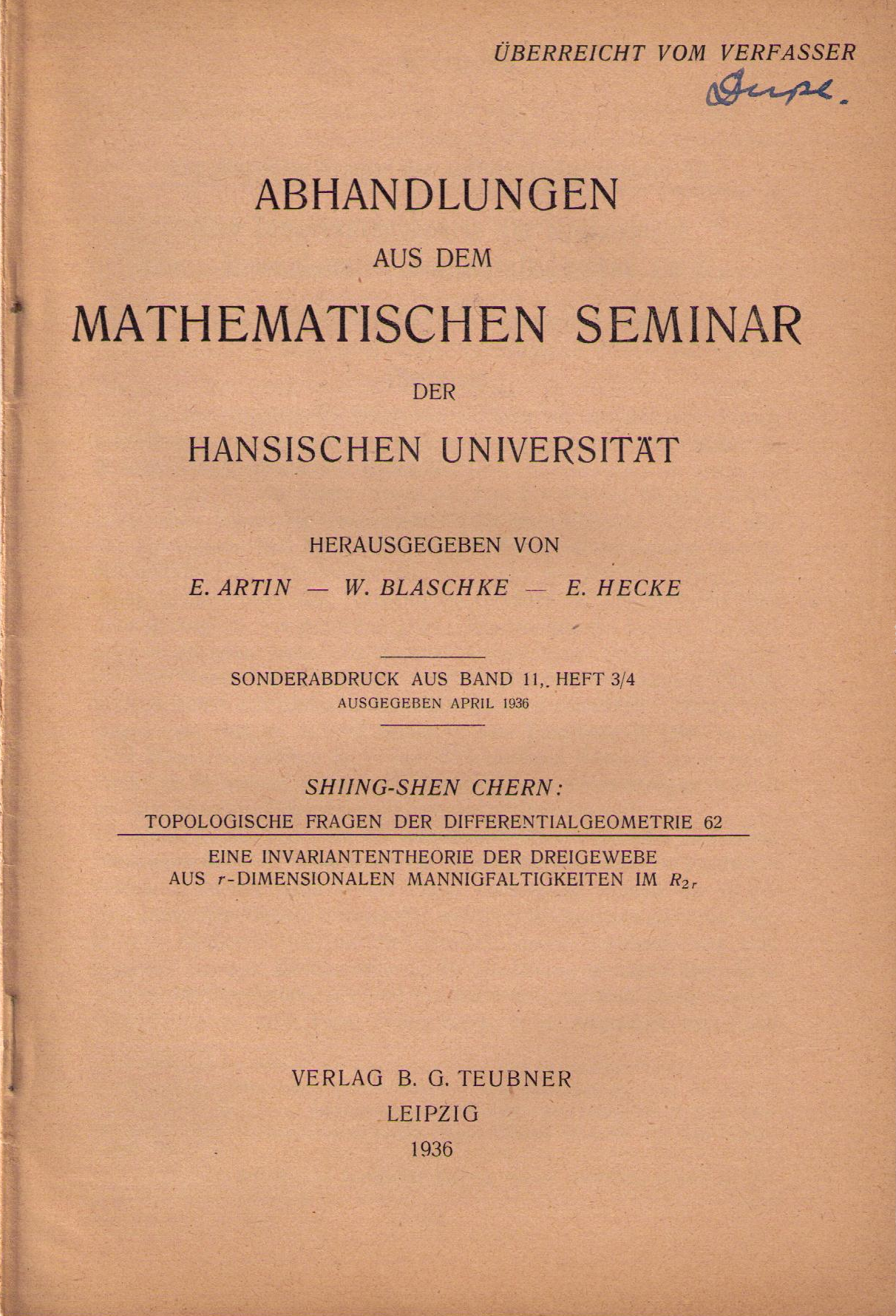
Sonderdruck seiner Doktorarbeit in Hamburg (1936)

1936 promovierte er bei Blaschke und ging dann zu Élie Cartan nach Paris, um danach nach China zurückzukehren. Seine Universität war während der japanischen Besetzung nach Kunming verlegt worden (C. N. Yang war dort einer seiner Studenten). 1943 ging er nach Princeton an das Institute for Advanced Study, wo er Hermann Weyl, Oswald Veblen und Solomon Lefschetz beeindruckte. Letzterer machte ihn zu einem Herausgeber der von ihm geleiteten Annals of Mathematics. 1946 gründete er das Mathematikinstitut der chinesischen Akademie in Shanghai. 1948 war er wegen des Bürgerkriegs in China wieder in Princeton, um dann 1949 Professor in Chicago zu werden. 1960 ging er nach Berkeley, wurde ein Jahr später US-Bürger. 1981 gründete er in Berkeley das Mathematical Sciences Research Institute (MSRI), dessen Direktor er bis 1984 war. 1985 gründete er das Nankai Institute of Mathematics in Tianjin, das er bis zu seinem Tode leitete.
Er verband nach Vorarbeiten von André Weil, Carl B. Allendoerfer u. a. in den 1940er Jahren den Satz von Gauß-Bonnet der Differentialgeometrie mit der Topologie der zugrundeliegenden Mannigfaltigkeiten und untersuchte allgemein den Zusammenhang von Krümmung und Topologie (Chern-Weil-Theorie), die er mit der Geometrie der Faserbündel untersuchte. Nach ihm sind die Chernklassen benannt (spezielle charakteristische Klassen komplexer Vektorbündel) sowie die Chern-Simons-Theorie (aus einer Arbeit mit James Simons 1974), die auch viele Anwendungen in der Physik hat, da die in ihr beschriebene invariante Form einer Yang-Mills-Eichtheorie als Wirkfunktional einer topologischen Quantenfeldtheorie dient. Er arbeitete auch über die Differentialgeometrie komplexer Mannigfaltigkeiten, Finsler-Räume, Minimale Untermannigfaltigkeiten, projektive Differentialgeometrie, Integralgeometrie, Geometrie der Gewebe (vielfach Arbeitsfelder seines Lehrers Wilhelm Blaschke). Dabei wurde von ihm unter anderem die Bott-Chern-Kohomologie entwickelt.
Zuletzt befasste er sich mit dem alten, seit 1953 offenen Problem der Existenz komplexer Strukturen auf der 6-Sphäre, wobei er neue Aspekte (exzeptionelle Liegruppe G2 und Yang-Mills-Theorie-Techniken) einbrachte, sein erster Beweis der Nicht-Existenz war aber lückenhaft. Er arbeitete danach bis zu seinem Tod an einer Verbesserung.
Er war seit 1939 verheiratet und hatte einen Sohn Paul (Aktuar in den USA) und eine Tochter May Chu (verheiratet mit dem Physiker Paul Chu).
Zu seinen Doktoranden zählen Shing-Tung Yau, Katsumi Nomizu, Louis Auslander, Alan Weinstein, Joseph A. Wolf, Haruo Suzuki, Robert Brown Gardner, Manfredo do Carmo, Thomas Banchoff, David Bleecker, Howard Garland.

## Ehrungen
1984 erhielt er den Wolf-Preis, 1983 den Leroy P. Steele Prize der American Mathematical Society. 2004 wurde er mit dem Shaw Prize geehrt. 1970 hielt er einen Plenarvortrag auf dem ICM in Nizza (Differential Geometry: its past and its future) und ebenso 1950 in Cambridge (Massachusetts) (The differential geometry of fibre bundles). 1958 war er Invited Speaker auf dem Internationalen Mathematikerkongress in Edinburgh (Differential geometry and integral geometry). 1970 erhielt er den Chauvenet-Preis, 1975 die National Medal of Science, 2002 die Lobatschewski-Medaille und 1982 den Humboldt-Forschungspreis.
Er war Mitglied der Academia Sinica, der National Academy of Sciences (1961), der American Academy of Arts and Sciences (1963), der Royal Society (1985), der Académie des sciences (1989), der American Philosophical Society (1989), der Russischen Akademie der Wissenschaften (1999), der brasilianischen und der Chinesischen Akademie der Wissenschaften, der Accademia dei Lincei und Ehrenmitglied der London Mathematical Society. Er war mehrfacher Ehrendoktor, unter anderem der TU Berlin, der Universität Chicago, der Universität Hamburg (1971), der Universität Hongkong, der SUNY und der ETH Zürich.
Die seit 2010 auf den Internationalen Mathematikerkongressen verliehene Chern-Medaille ist ihm zu Ehren benannt. Sie ist mit 250.000 Dollar für den Preisträger und weiteren 250.000 Dollar für Forschungsförderung hoch dotiert. Daneben gibt es den Chern-Preis, der seit 2001 alle drei Jahre an chinesischstämmige Mathematiker auf dem Internationalen Kongress Chinesischer Mathematiker (ICCM) verliehen wird.

## Veröffentlichungen (Auswahl)
- A mathematician and his mathematical work. Selected papers of S. S. Chern (Hrsg. S. Y. Cheng, P. Li, G. Tian), World Scientific 1996, auch 2 Bände 1978, 1989 (mit Vorworten von Griffiths und Weil)
- Complex manifolds without potential theory, Springer 2. Aufl. 1979 (zuerst 1967)
- Lectures on differential geometry, world scientific 1999
- Riemann-Finsler geometry, world scientific 2005
- mit Robert Bryant, Hubert Goldschmidt, Robert Gardner, Phillip Griffiths Exterior differential systems, Springer 1991
- Global differential geometry, MAA (Mathematical Association of America) 1989
- From triangles to manifolds, American Mathematical Monthly, Mai 1979
- What is geometry? American Mathematical Monthly, Oktober 1990
- Differential geometry – its past and its future, ICM 1970 (International congress mathematicians)
- Differential geometry of fiber bundles, ICM 1950
- Characteristic classes of hermitean manifolds, Annals of Mathematics 47, 1946, S. 85 (Chernklassen)
- mit James Simons Characteristic classes and geometric invariants, Annals of Mathematics 99, 1974, S. 48 (Chern-Simons Invariante)
- A simple intrinsic proof of the Gauss-Bonnet formula for closed Riemannian manifolds, Annals of Mathematics 45, 1944, S. 747–752.
- Some new viewpoints of differential geometry in the large, Bulletin American Mathematical Society 42, 1946, S. 1–30.
- Curves and surfaces in euclidean space, Studies in global geometry and analysis 1967 (gewann Chauvenet-Preis)